# 謝爾普涅韋 (瓦爾基區)
49°42′9″N 35°28′21″E / 49.70250°N 35.47250°E
塞爾普內韋（烏克蘭語：Серпневе）是位於烏克蘭東部的村莊，由哈爾科夫州博霍杜希夫區的瓦爾基市鎮負責管轄。該村始建於1795年，面積12.3平方公里，海拔高度176米，2001年人口775，人口密度每平方公里62.9人。